# Sietas Typ 144
Der Typ 144 ist ein ConRo-Schiffstyp der Sietas-Werft in Hamburg-Neuenfelde.

## Geschichte
Die Baureihe wurde von 1988 bis 1990 in fünf Einheiten hergestellt, wobei drei Schiffe des Grundtyps 144 und zwei des Untertyps 144a entstanden sind. Die fünf Schiffe kommen vornehmlich auf Diensten mit gemischtem Ladungsaufkommen von Trailern, Containern, Papier und palettierter Ladung zum Einsatz. Das Typschiff der Serie ist die Mini Star. Ihre Ablieferung erfolgte am 23. Dezember 1988 an die finnische Eignergesellschaft Oy Minicarriers Ab, die zur Reederei Godby Shipping Ab gehört. Das zweite Schiff, die Link Star, erwarb Godby Shipping über ihre Tochtergesellschaft Oy Trailer-Link Ab. Ebenso orderte auch die deutsche Reederei Ernst Russ ein Schiff des Grundtyps 144.
Alle drei Schiffe kamen anfangs für Transfennica zum Einsatz. Die beiden letzten Neubauten, die zum Untertyp 144a gehören, wurden von der Oy Minicarriers Ab und dem finnischen Unternehmen Rettig Ab in Auftrag gegeben, um sie an die Reederei Bore Line zu verchartern.

## Technik

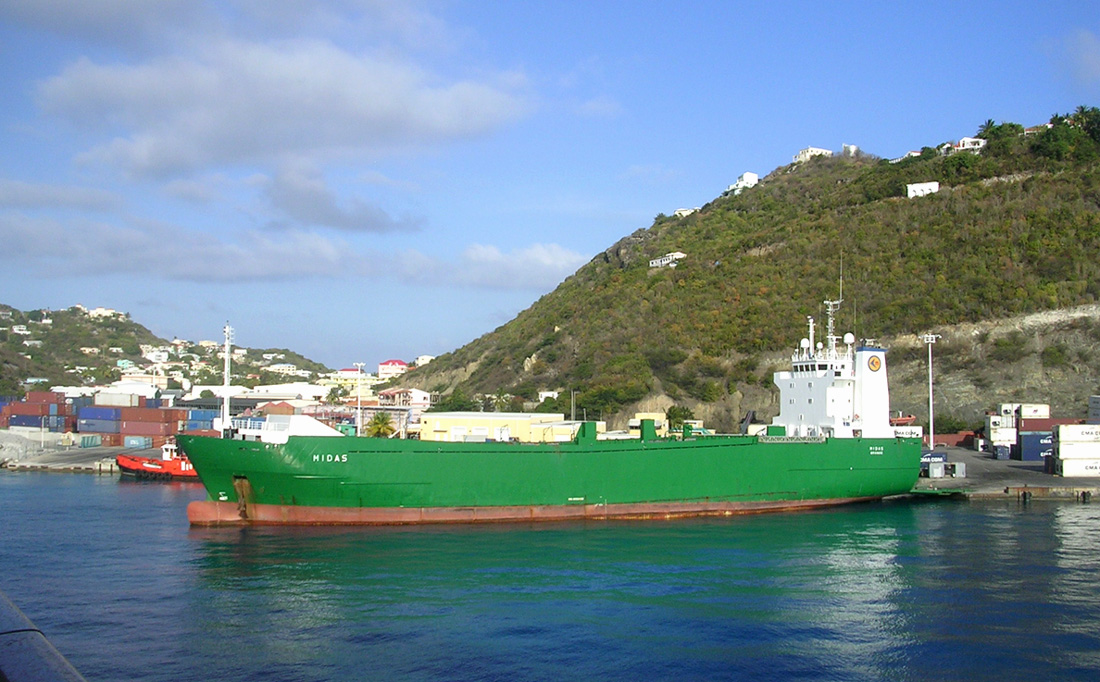
Die Midas ist eines der zwei Schiffe des Typs 144a

Die Schiffe entstanden in Sektionsbauweise und sind für eine Eisdicke von bis zu 80 Zentimeter klassifiziert (Eisklasse E3). Sie sind mit einer auf das Hauptdeck führenden Heckrampe, einer Steuerbord-Seitenrampe und zwei 12-Tonnen-Ladungsliften für den Umschlag rollender Ladungen ausgerüstet. Das 5,50 m hohe Hauptdeck besitzt eine Fläche von 1.216 m² und verfügt über 405 Spurmeter. Der untere Laderaum hat eine Höhe von 4,19 m und eine Fläche von 735 m². Zusammen haben sie einen Rauminhalt von 9.765 m³. Ober- und Unterraum verfügen über Lufttrocknungs- sowie Belüftungsanlagen und sind für die Unterteilung von unterschiedlichen Ladungen eingerichtet. Durch die Form des Laderaums ist der Schiffstyp in der Papier, Zellulose- oder Holzfahrt einsetzbar. Es wurden schwergutverstärkte hydraulisch betätigte Faltlukendeckel des Herstellers MacGregor/Navire verwendet, von dem ebenso die verbauten Rampen und Lifte stammen. Die Tankdecke ist für die Stauung von Schwergut verstärkt. An Bord können bis zu 180 20-Fuß-Standardcontainer (TEU) oder alternativ 90 40-Fuß-Standardcontainer (FEU) gestaut werden. Auf dem Oberdeck und auf dem Hauptdeck befinden sich Anschlüsse für jeweils 20 Kühlcontainer.
Die Schiffe des Untertyps 144a (Bore Star und Bore Sea) haben mittschiffs höhere Bordwände, keine seitliche Rampe und ein geschlossenes Oberdeck ohne Lukendeckel. Ihr Hauptdeck hat eine lichte Höhe von 6,20 m und besitzt 429 Spurmeter. Das Oberdeck mit 365 Spurmeter und der untere Laderaum mit 238 Spurmeter können über einen 60-Tonnen-Ladungslift vom Hauptdeck aus mit Fahrzeugen beladen werden kann. Die maximale Containerkapazität liegt bei 120 TEU oder alternativ 60 FEU. Auf dem Oberdeck und auf dem Hauptdeck befinden sich Anschlüsse für jeweils 24 Kühlcontainer.
Angetrieben werden die Schiffe der Baureihe von einem Dieselmotor des Typs Wärtsilä-Vasa 8R32D bzw. 9R32E, der auf einen Verstellpropeller wirkt. Die An- und Ablegemanöver werden von einem Bugstrahlruder unterstützt.

## Die Schiffe
| Sietas Typ 144 | Sietas Typ 144 | Sietas Typ 144 | Sietas Typ 144 | Sietas Typ 144         | Sietas Typ 144                    | Sietas Typ 144                                                    | Sietas Typ 144 |
| Bauname        | Typ            | Bau- nummer    | IMO- Nummer    | Stapellauf Ablieferung | Auftraggeber                      | Umbenennungen und Verbleib                                        |                |
| -------------- | -------------- | -------------- | -------------- | ---------------------- | --------------------------------- | ----------------------------------------------------------------- | -------------- |
| Mini Star      | 144            | 1024           | 8805597        | 29.11.1988 23.12.1988  | Oy Minicarriers Ab, Brändö        | 2003 Wilson Star, 2013 Mini Star, 2022 Link Sun, so 2024 in Fahrt |                |
| Link Star      | 144            | 1025           | 8805602        | 30.12.1988 09.02.1989  | Oy Trailer-Link Ab, Finström      | so 2024 in Fahrt                                                  |                |
| Martha Russ    | 144            | 1042           | 8818764        | 02.11.1989 02.01.1990  | Ernst Russ GmbH & Co. KG, Hamburg | 1999 Medstar, 2002 Norrland, 2021 Adimi, so 2024 in Fahrt         |                |
| Bore Star      | 144a           | 1026           | 9002647        | 20.12.1989 16.02.1990  | Oy Minicarriers Ab, Brändö        | 1994 Mimer, so 2024 in Fahrt                                      |                |
| Bore Sea       | 144a           | 1027           | 9002659        | 31.01.1990 19.03.1990  | Oy Rettig Ab, Turku               | 2000 Midas, so 2024 in Fahrt                                      |                |